# 海星灣
海星灣（英語：Starfish Cove），是南極洲的海灣，位於南奧克尼群島的西格尼島東部，處於巴林角以北，在1933年由英國研究隊測量，現時由南極條約體系管理。